# Ulla Ryghe
Ulla Ryghe, född 27 augusti 1924 i Stockholm, död 16 april 2011 i Victoria i Kanada, var en svensk filmklippare, manusredaktör, scripta och regissör. Hon var delaktig som filmklippare i många av Ingmar Bergmans filmer.

## Filmografi

### Klippning
- 1960 – Det var en gång... (kortfilm)
- 1961 – Lustgården
- 1961 – Såsom i en spegel
- 1962 – Siska
- 1963 – Nattvardsgästerna
- 1963 – Tystnaden
- 1963 – Vittnesbörd om henne (kortfilm)
- 1964 – För att inte tala om alla dessa kvinnor
- 1964 – Klänningen
- 1964 – Mamsell Josabeth (kortfilm)
- 1964 – Staden (dokumentär kortfilm)
- 1965 – Juninatt
- 1965 – Nattmara
- 1965 – Pianolektionen (kortfilm)
- 1965 – Tills. med Gunilla månd. kväll o. tisd.
- 1966 – Persona
- 1967 – Stimulantia
- 1968 – Murkes samlade tystnad (kortfilm)
- 1968 – Skammen
- 1968 – Vargtimmen

### Regi
- 1967 – En städad flykt (kortfilm)
- 1969 – Spectaculära världsjournalen (kortfilm)

### Scripta
- 1959 – Rymdinvasion i Lappland
- 1968 – Vargtimmen